# Akinori Nishizawa
Akinori Nishizawa (Shizuoka, 18. lipnja 1976.) je japanski nogometaš.

## Klupska karijera
Igrao je za Cerezo Osaka, Espanyol, Bolton Wanderers i Shimizu S-Pulse.

## Reprezentativna karijera
Za japansku reprezentaciju igrao je od 1997. do 2002. godine. Odigrao je 29 utakmice postigavši 10 pogodaka.
S japanskom reprezentacijom je igrao na jednom svjetskom prvenstvu (2002.) dok je 2000. s Japanom osvojio Azijsko nogometno prvenstvo 2000..

## Statistika
| Japan  | Japan | Japan |
| Godina | Nas.  | Gol.  |
| ------ | ----- | ----- |
| 1997.  | 5     | 2     |
| 1998.  | 0     | 0     |
| 1999.  | 0     | 0     |
| 2000.  | 11    | 6     |
| 2001.  | 8     | 1     |
| 2002.  | 5     | 1     |
| Ukupno | 29    | 10    |

## Vanjske poveznice
- National Football Teams
- Japan National Football Team Database